# Malus soulardii
Malus soulardii är en rosväxtart som först beskrevs av Jacob Whitman Bailey, och fick sitt nu gällande namn av Britt.. Malus soulardii ingår i släktet aplar, och familjen rosväxter. Inga underarter finns listade i Catalogue of Life.